# Уфа (река)
Уфа́ (разг. — Уфи́мка, Караиде́ль; баш. Өфө; баш. МФА: Ҡариҙело файле — «чёрная река») — река на Урале и в Предуралье, в Челябинской и Свердловской областях и Башкортостане, правый и самый крупный приток реки Белой.

## Гидрология

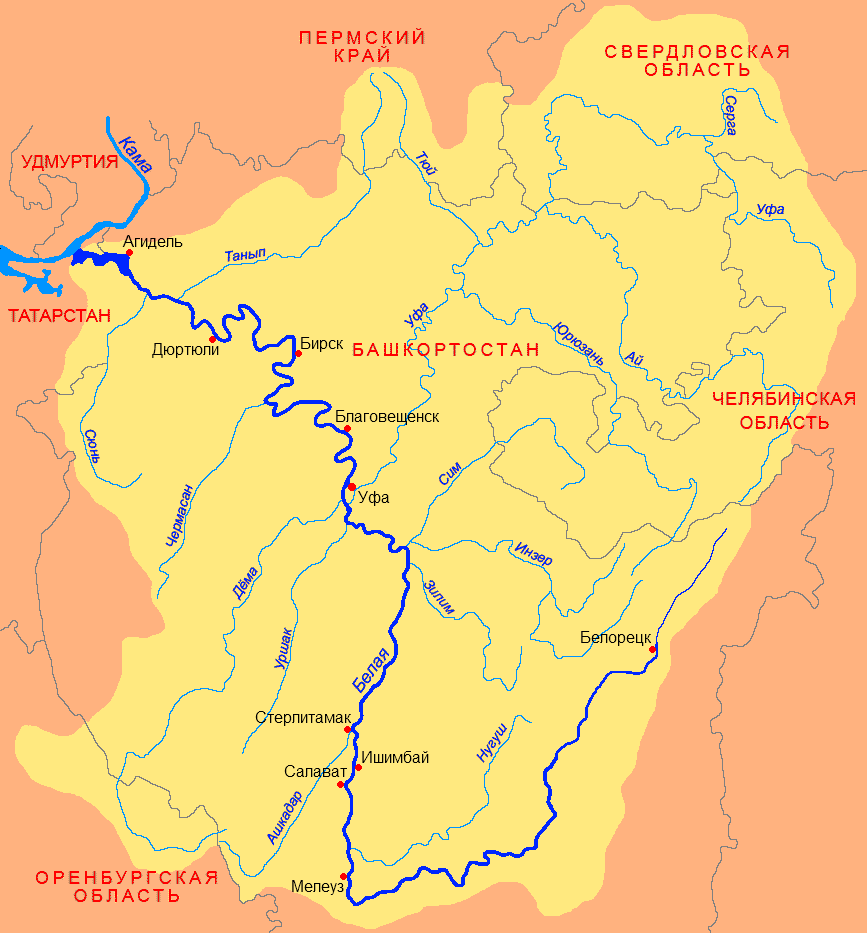
Бассейн Белой

Длина — 918 км, площадь бассейна — 53,1 тыс. км². Среднегодовой расход воды: 388 м³/с, наибольший: 3740 м³/с, наименьший: 55 м³/с. Замерзает в конце октября — начале декабря, вскрывается в апреле — начале мая. Питание преимущественно снеговое.
Берёт начало на северо-восточном склоне горы Юрмы хребта Уралтау, вытекает из озера Уфимского в 5 км северо-западнее города Карабаша Челябинской области.
В верховьях Уфа горная и полугорная река, течёт в узкой долине мимо невысоких гор и скал, имеются пороги. Ниже впадения реки Ай, река приобретает характер реки полугорной. Здесь уже возможно движение маломерных моторных судов, но фарватер извилист и часты неожиданные мели.
Ниже села Караидель начинается подпор Павловского водохранилища, которое тянется на 100 км. Ниже плотины Павловской ГЭС река полноводная, глубокая с довольно быстрым течением, образует старицы и пойменные озёра. В бассейне развит карст (в частности: Араслановское карстовое поле, Шемахинское карстовое поле и другие).
Впадает в реку Белую в городе Уфе возле полуострова Кузнецовского. До строительства Пугачёвского моста, река имела двухрукавное устье: второе — через протоку Кузнецовский затон.
П. И. Рычков в своей книге «Топография Оренбургская» в 1760-х годах писал:

«Уфа, по Татарски Уфи Идель, вышла изъ Уральских горъ на Сибирской дорогѣ, въ вотчинѣ Купаканской и Каратабынской волостей Башкирцовъ, въ урочищѣ называемомъ Кара Ташъ, то есть Черной камень. Въ вершинахъ теченіемъ своимъ захватываетъ она нѣсколько Пермской провинціи, потомъ идетъ почти самого срединою Уфинской провинціи, и выше города Уфы версты съ двѣ впала въ рѣку Бѣлую. Во время послѣдняго Башкирскаго замѣшанія построены по ней двѣ крѣпости: Красноуфинская и Ельдяцкая, въ коихъ понынѣ регулярные гарнизоны и нерегулярные служивые люди содержатся. По ней и по впадающимъ въ нее рѣкамъ мѣдных и желѣзныхъ рудъ, такожъ и всякихъ лѣсовъ имѣется довольно, для которыхъ заводчикомъ Петромъ Осокинымъ построенъ желѣзной заводъ, но по продажѣ отъ него Осокина состоитъ нынѣ за Тулянами Масаловыми; и хотя оной заводъ построенъ близъ ея вершинъ, однако внизъ по ней суда съ желѣзомъ свободно ходятъ.»
— Рычков П. И.
Река сплавная. Судоходна от деревни Усть-Аяз до города Уфы. Входит в перечень водных путей России.

## Гидротехнические сооружения
Наиболее крупное водохранилище — Павловское, в створе которой построена самая крупная в Башкортостане Павловская ГЭС. Также созданы крупные водохранилища: Долгобродское — для водоснабжения Челябинска, Копейска и Кыштыма; Нязепетровское — для Екатеринбурга; Верхне-Араслановское, которое не было достроено. В городе Уфе на реке построены Южный и Северный водозаборы.

## Гидроним
Кузеев Р. Г., ссылаясь на Камалова А. А., указывает, что название Уфа происходит от слова upe (река), встречающегося в балтийских языках. По мнению А. К. Матвеева, название реки — иранского происхождения, от «*ап» (ср. тадж. об) вода. Гидроним приобрёл современное звучание в результате спирантизации — перехода п → ф, встречающегося, например, в осетинском языке. Сужение о → у могло произойти на тюркской почве. Такое название полноводной реке вполне могли дать степные ираноязычные народы, жившие на Южном Урале в период с раннебронзового века по средневековье. Д. Г. Киекбаев возводил название Уфа через промежуточную форму Ова или Ува к слову ва «река» в коми языке. Т. М. Гарипов объясняет название Уфа как отражение сочетания венгерских о «старинная, древняя» и фойо «река» либо уй «новая» и фойо.
При слиянии рек Белой и Уфы очень хорошо заметна граница между светлым и тёмным потоками. Вот что рассказывает легенда: «Очень давно жил на свете великан Урал, и были у него две взрослые дочери. Часто спорили они о том, которой из них быть старшей. Решил тогда Урал выпустить дочерей на волю, посмотреть, как они себя поведут, тогда и решить вопрос о старшинстве. Отодвинул великан гранитные ворота, и понеслись его дочери по свету. А отец силу да упорство их пытает: то скалу гранитную на пути бросит, то болотцем путь перегородит. И видит отец: та, что на юг побежала, стала не только могучей и выносливой, но и сердцем посветлела, красой да лаской весь край заворожила. А вторая стала строптивой и своенравной — на скалы бросается, почернела вся, и струи её стали холодными».

## Притоки
Указаны реки (в км от устья) длиной более 50 км.
- 21 км: Юрмаш (длина 64 км)
- 27 км: Шугуровка
- 47 км: Тауш
- 63 км: Белекес
- 71 км: Изяк (длина 72 км)
- 74 км: Уса (длина 126 км)
- 117 км: Салдыбаш (длина 79 км)
- 138 км: Бурна
- 145 км: Симка
- 158 км: протока Воложка
- 166 км: Яманелга
- Павловское водохранилище:
  - 191 км: Уреш
  - 221 км: Атерь
  - 224 км: Сырая Кирзя
  - 236 км: Сюнда
  - 239 км: Айдос
  - 252 км: Юрюзань (длина 404 км)
  - 257 км: Бердяшка
  - 269 км: Байки
  - 295 км: Тюй (длина 193 км)
- 340 км: Круш
- 374 км: Аяз
- 382 км: Ай (длина 549 км)
- 406 км: Саргая
- 421 км: Бугалыш
- 453 км: Юва
- 473 км: Сарана (длина 57 км)
- 499 км: Сарга
- 510 км: Зюрзя
- 514 км: Бисерть (длина 193 км)
- 517 км: Баяк
- 550 км: Манчаж
- 551 км: Бардым
- 559 км: река без названия
- 564 км: Еманзелга (длина 63 км)
- 573 км: Межевка
- 579 км: Средняя Курка
- 587 км: Артя (длина 59 км)
- 593 км: Югуш
- 606 км: Кокай
- 616 км: Латыш
- 642 км: Упуда
- 646 км: Шарама
- 647 км: Урмикеевка
- 649 км: Серга (длина 113 км)
- 677 км: Шокурка
- 688 км: Кусейка
- 692 км: Шемаха
- 713 км: Рассыпная
- 713 км: Табуска
- 719 км: Арганча
- 741 км: Белянка
- 743 км: Маскара
- 757 км: Курга
- 782 км: Кабанка
- 788 км: Ураим (длина 74 км)
- 791 км: Нязя (длина 53 км)
- Нязепетровское водохранилище
  - 803 км: Куказар
  - 816 км: Красная
- 840 км: Суроям
- 846 км: Карсанак
- 849 км: Мерзела
- 853 км: Уфалейка (длина 70 км)
- 868 км: Тахта
- Долгобродское водохранилище
  - 878 км: Кизил
  - 885 км: Большая Егуста
- 893 км: Шигир
- 903 км: Азяш

## Населённые пункты
На реке расположены населённые пункты: Нязепетровск, Белянка, Шемаха, Арасланово, Красноуфимск, Сарана, Саргая, Новомуллакаево, Караидель, Павловка, Чандар, Красная Горка и Уфа.

## Туризм
Для сплавов Уфа интересна в верхнем течении от Нязепетровска до Красноуфимска или деревни Озерки, откуда легко уехать. Можно совместить сплав по реке Уфе со сплавом по Ай от Большеустькиниского. Можно по реке сплавиться и от плотины Павловской ГЭС. Этот маршрут можно осуществить за выходные и заодно посетить одну из башкирских достопримечательностей, источник Красный ключ.
Уфа — набирающее популярность место водных походов. Река относится к первой (самой простой) категории сложности, протекает по красивой местности. В окрестностях села Арасланово находится особо охраняемая природная территория Челябинской области, гидрологический памятник природы «Участок реки Уфа между Тимофеевым и Зайкиным камнями».

## Галерея

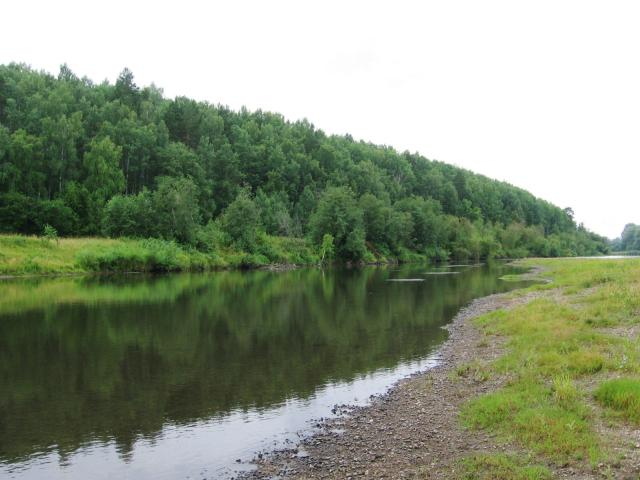
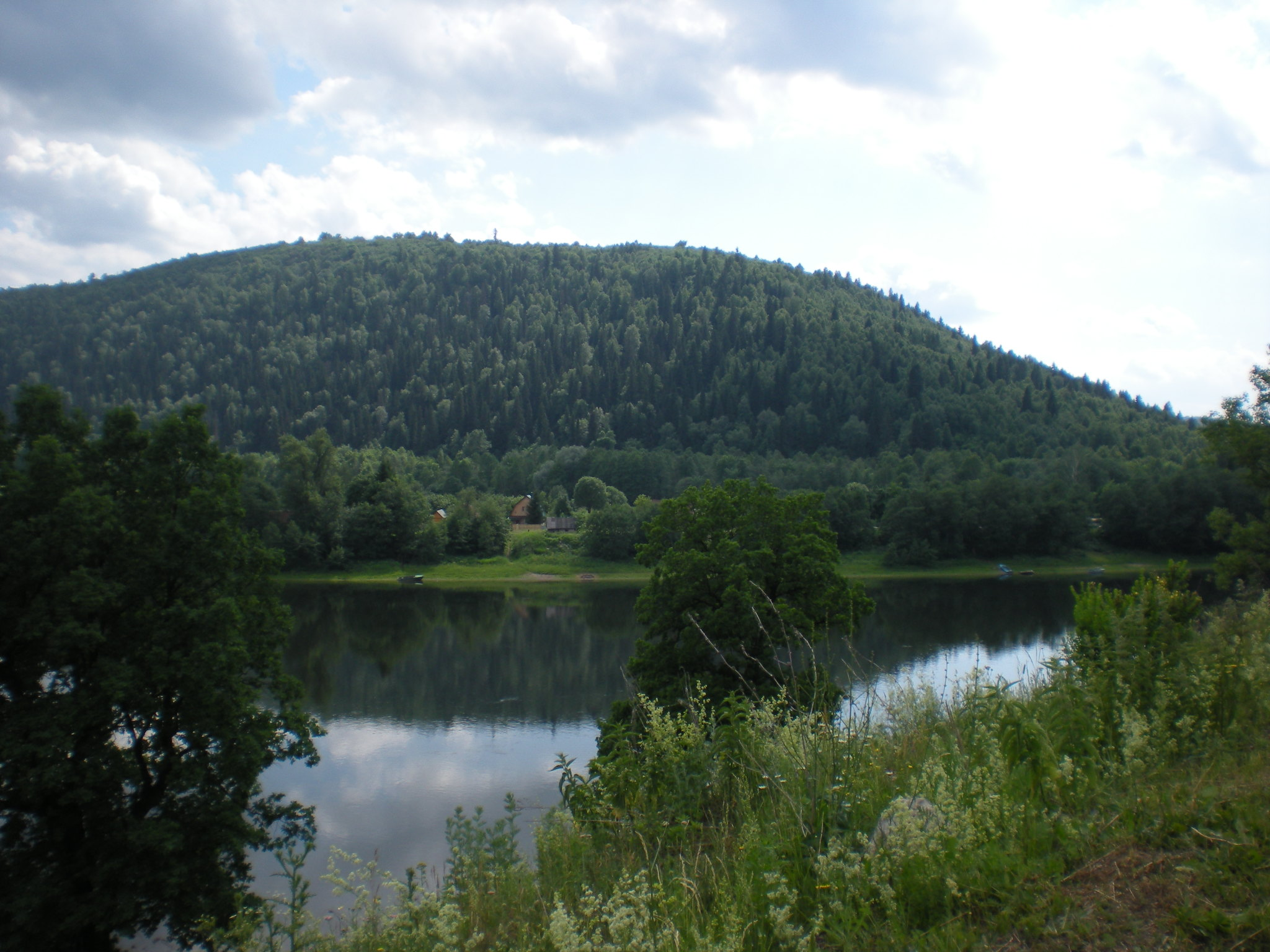
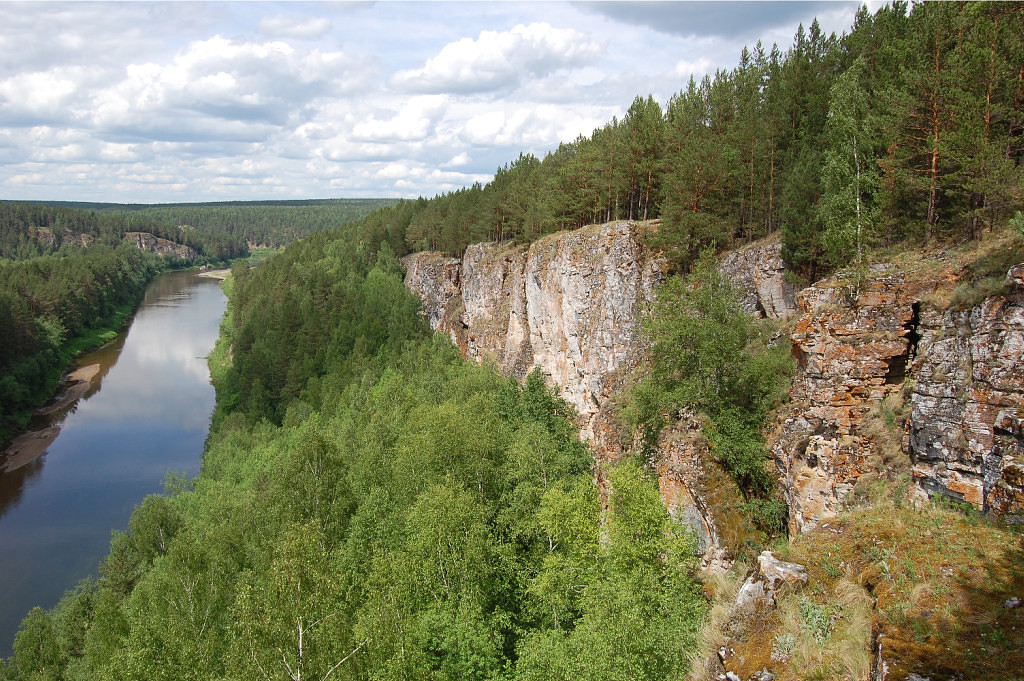
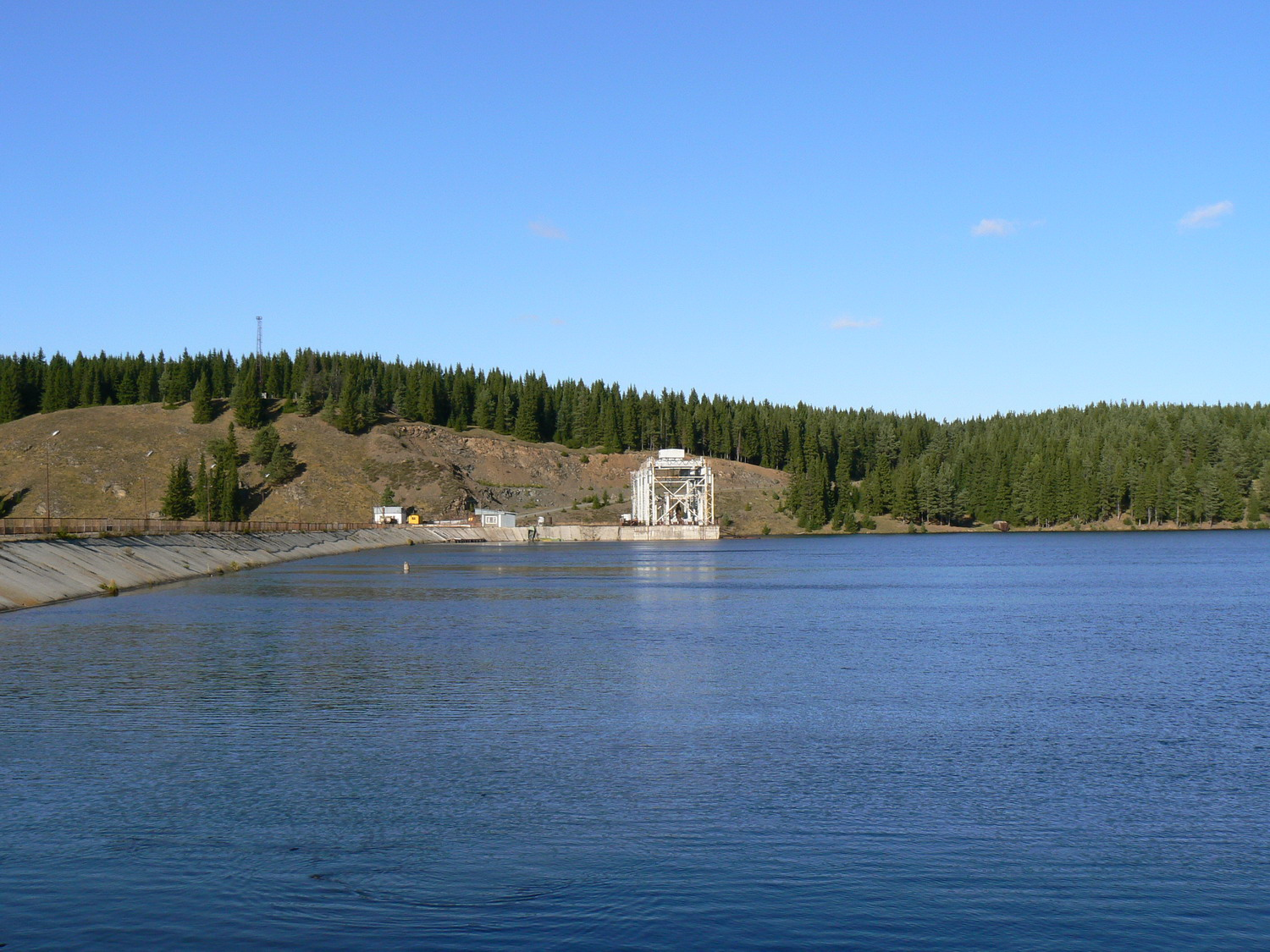